# Samsung Galaxy E5

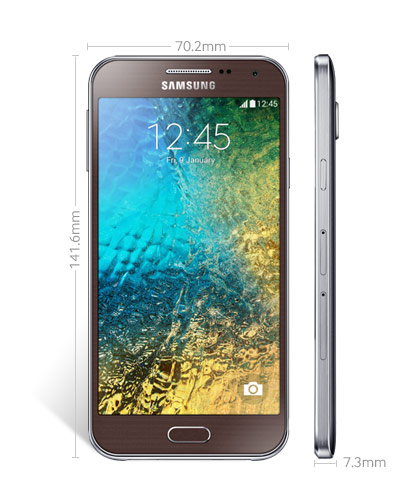

O Samsung Galaxy E5 é um smartphone Android produzido pela Samsung Electronics. Ele foi anunciado em Janeiro de 2015.

## Especificações

### Hardware
O telefone é alimentado com 410 chipset Snapdragon da Qualcomm, que inclui processador de 1.2 GHz, GPU Adreno 306 e 1,5 GB de RAM, com 16GB de armazenamento interno e uma ampla bateria de 2400 mAh.O Samsung Galaxy E5 está equipado com uma tela de 5 polegadas HD Super AMOLED e também inclui uma câmera traseira de 8 MP e uma frontal de 5MP.

### Software
Este aparelho foi oficialmente lançado com o Android 4.4.4 kitkat e atualizado para o sistema Lollipop em 2 de Agosto de 2015. Até meados de 2017, ainda aguardava uma prometida atualização para o sistema Marshmallow.